# Bäckaskogskvinnan
Bäckaskogskvinnan er et af de bedst bevarede skeletfund i Sverige fra Jægerstenalderen. Hun blev fundet i 1939 af en skånsk bonde i jordene ved Bäckaskog slot tæt ved byen Barum nordøst for Kristiansstad i Skåne, og kan ses på Historiska museet i Stockholm.
Da der blev fundet jagt- og fiskeredskaber i graven, antog man i en årrække, at der var tale om skelettet af en mand, der døde som 40-50 årig. Han blev derfor udstillet som Fiskaren från Barum. I 1971 opdagede osteologen Nils Gustaf Gejvall imidlertid, at skelettets bækkenben og skamben afslørede, at der var tale om en kvinde. Endda en kvinde, der havde født mellem 10 og 12 børn. Nu havde man pludselig en mor, som var både jæger og fisker.
Hun blev derefter omdøbt til Bäckaskogskvinnan.
Siden har tværvidenskabelige undersøgelser bekræftet Nils Gustaf Gejvalls opdagelse. Undersøgelser af tænderne har vist, kvinden var omkring 35-45 år, da hun døde, og kulstof-14 datering har fastsat, at hun døde ca. 6730 år før vor tidsregning, hvilket gør hende til Sveriges ældste kvindelige fund, og et af de bedst bevarede skeletfund overhovedet i Sverige. Hun regnes som et af Historiska museets virkelige klenodier.
Der har været en navnetvist mellem en lokal hjemstavnsforening, Willands härads hembygdsförening og Historiska museet om benævnelsen af fundet. I Skåne vil man gerne, at hun kaldes Barumskvinnan, mens man i Stockholm fastholder navnet Bäckaskogskvinnan. I dag bruges begge benævnelser om fundet.
På fundstedet i Skåne er der sat en mindesten med teksten: Här gravsattes den forntida fiskarkvinnan från Barum. 

## Eksterne link og kildehenvisninger
- Populär Historia – Ny datering av äldsta kvinnan
- www.bromolla.info – Stenåldersskelettet vid Barum. Man eller kvinna? Arkiveret 8. oktober 2007 hos  Wayback Machine
- Kristianstadsbladet.se – Tvist om namn på 9000-årig kvinna Arkiveret 7. oktober 2007 hos  Wayback Machine
- Hallands Nyheter – Kristendomen blev ett riktigt bakslag för kvinnans ställning Arkiveret 11. marts 2007 hos  Wayback Machine